# Osmotski diuretik
Osmotski diuretik je tip diuretika koji inhibira reapsorpciju vode i Na. Oni su farmakološki inertne supstance koje se daju intravenozno. One koje se filtruju preko glomerula, ali se nekompletno reapsorbuju, ili se uopšte ne reapsorbuju, preko nefrona. Oni povišavaju osmolaritet krvi i renalnog filtrata. Mogu se dati u dovoljno velikim dozama, tako da njhova osmolarnost postane značajan deo osmolarnosti plazme. Dva primera su manitol i izosorbid.
Njihovo dejstvo se pretežno ostvaruje u delovima nefrona koji su pasivno propustljivi za vodu; reč je o proksimalnom tubulu, descedentnom delu Henleove petlje i sabirnim kanalićima. Pasivna reaspsorpcija vode iz tubula smanjuje se u prisustvu supstanci koje se ne mogu reapsorbovati. Kao posledica toga, u proksimalnim tubulima zadržava se velika zapremina tečnosti. To sekundarno smanjuje i repsorpciju jona natrijuma. Naime, zbog zadržavanja dodatne količine vode u proksimalnim tubulu, smanjuje se i koncentracija jona natrijuma na vrednosti koje su manje od uobičajenih za taj segment, a to menja elektrohemijski gradijent za reapsorpciju. Zato se glavno dejstvo osmotskih diuretika ogleda u povećnju količine izlučene vode, i u manjoj meri – izlučenog jona natrijuma. Zbog toga nisu korisni kod stanja koja karakteriše retencija natrijuma i terapijska primena im je dosta ograničena.
Pretežno se koriste za terapiju bolesnika sa povećanim intrakranijalnim i intraokularnim pritiskom i prevenciju akutne bubrežne insuficijencije. Kod akutne bubrežne insuficijencije, glomerularna filtracija je smanjena, a resorpcija natrijumhlorida i vode u proksimalnim tubulima je gotovo potpuna, tako da su distalniji delovi nefrona praktično suvi i protok mokraće se zaustavlja. Osmotski diuretici prouzrokuju retenciju tečnosti u proksimalnim tubulima i na taj način ostvaruju opisana dejstva.
Lečenje povećanog intrakranijalnig pritiska (edem mozga) i povećanog intraokularnog pritiska (glaukom) zasniva se na povećanju osmolarnosti plazme supstancama koje ne prodiru u mozak i oko; rezultat je gubitak vode iz mozga i oka. Dakle, ovo dejstvo se ne ostvaruje u bubrezima i efekt se gubi čim se diuretik izluči u mokraću.
Osmotski diuretici se obično daju intravenski. Predstavnik je manitol. Manitol je jak diuretik i koristi se kod forsirane diureze u stanjima akutnog trovanja (hemikalije, bakterijski toksini), kada preti akutna insuficijencija bubrega, i koristi se za smanjenje intrakranijalnog i intraokularnog pritiska.
Neželjena dejstva obuhvataju prolazno povećanje volumena ekstracelularne tečnosti i hiponatrijemiju, koji nastaju kao rezultatat prelaska vode iz intracelularnog prostora. (Kod pacijenata koji su bez ikakve diureze, ovo može izazvati srčanu insuficijenciju, edem pluća ili oba poremećaja istovremeno). Primenu osmotskih diuretika mogu pratiti i glavobolja, mučnina i povraćanje.